# 佐藤晴男
佐藤 晴男（さとう はるお、1961年9月19日 - ）は、日本の男性声優。東京都出身。アーツビジョン所属。

## 人物
昔から芝居をすることが好きで小学校、中学、高校、大学時代は演劇をしていた。大学卒業後はサラリーマンをしていたが、どこかでくすぶっており、仕事と両立しながら通えるCHK声優センターに入所資格制限の35歳のギリギリで申し込んで入所。その後、38歳で声優としての活動を始める。
以前はオフィスCHKに所属していた。
趣味・特技はヒューマンウォッチング、観能、アーチェリー、セルフ理髪、いっこく堂衛星中継のマネ、小ネタマジック。

## 出演
太字はメインキャラクター。

### テレビアニメ
2000年
- おジャ魔女どれみ シリーズ（2000年 - 2002年、バトルレッド、映画監督、ニュースキャスター、テレビ局員B、篠川カメラマン 他） - 3シリーズ
- STRANGE DAWN（フス、カザン、村人、見張り兵）

2001年
- Cosmic Baton Girl コメットさん☆（2001年 - 2002年、大臣A、バッタビト隊長、カゲビト、カメレオンビト、ヘンゲリーノ 他）
- こちら葛飾区亀有公園前派出所（飯田橋博士）
- こみっくパーティー（男子生徒）
- 超GALS!寿蘭（喜多方、宮内、監督、店長）
- デジモンテイマーズ（監査委員〈黒服の男〉、ジュリの父）

2002年
- サイボーグ009 THE CYBORG SOLDIER（役者B、護衛A、男1、スタッフB、隊員C）
- 東京アンダーグラウンド（小隊長）
- 東京ミュウミュウ（月子の上司）
- HAPPY★LESSON（男生徒）
- プリンセスチュチュ（図書の者、審判）

2003年
- 明日のナージャ（紳士）
- 金色のガッシュベル!!（本の持ち主、シェルビィ、ファウードの心臓）
- 探偵学園Q（土田刑事）
- なるたる（ひろ子の父）

2004年
- アガサ・クリスティーの名探偵ポワロとマープル（ノーマン少佐、バッジウォース、プライマー警部）
- ごくせん（若松）
- 最遊記RELOAD GUNLOCK（爆羅）

2005年
- エレメンタル ジェレイド（フィオラの父）
- 巌窟王（公証人）
- ギャラリーフェイク（刑事）
- 戦国英雄伝説 新釈 眞田十勇士 The Animation

2006年
- シュヴァリエ 〜Le Chevalier D'Eon〜（テラゴリー）
- デジモンセイバーズ（編集長）
- BLEACH（中央四十六室）

2007年
- 獣装機攻ダンクーガノヴァ（コマンダー、アナウンサー）
- ミヨリの森（鈴木）

2008年
- 仮面のメイドガイ（ムラサキのひも、男B）
- ゴルゴ13（運転手、チンピラ）
- スキップ・ビート!（大将）
- 図書館戦争（稲嶺和市）
- MAJOR 4th season（ゲイリー、コーチ）

2009年
- こんにちは アン 〜Before Green Gables（マック、ジェフリー）
- 空を見上げる少女の瞳に映る世界（ラムジ）
- Phantom 〜Requiem for the Phantom〜（徐注法）

2010年
- いちばんうしろの大魔王（ミスターX）
- 書家（与力）
- デジモンクロスウォーズ（もんざえモン隊長）

2012年
- キングダム（2012年 - 2014年、澤圭）- 2シリーズ
- クレヨンしんちゃん（キャスター）
- 忍たま乱太郎（2012年 - 2014年、ウスタケ忍者長老〈2代目〉、侍、雑兵、団子屋、男）
- ファイ・ブレイン 神のパズル（所長）
- ラストエグザイル-銀翼のファム-（ケイオス艦艦長）

2013年
- イクシオン サーガ DT（儀典長マイネス）
- トリコ（ディーラー）
- 八犬伝―東方八犬異聞―（大黒堂・主人）
- 勇者になれなかった俺はしぶしぶ就職を決意しました。（ササオ作業員）
- ローゼンメイデン（新アニメ）（部長）

2014年
- 暁のヨナ（長老）
- 曇天に笑う（指導者）
- ノブナガン（艦長）
- 棺姫のチャイカ AVENGING BATTLE（腹話術師）
- 魔法科高校の劣等生（青木）
- メカクシティアクターズ（ミリタリー風の男）

2015年
- 温泉幼精ハコネちゃん（魚政、執事）
- ケイオスドラゴン 赤竜戦役（エヌマエル）
- 攻殻機動隊 ARISE ALTERNATIVE ARCHITECTURE（内務省の男）

2016年
- orange（古文教師）
- 紅殻のパンドラ（手下C）
- 双星の陰陽師（麗穏）
- ビッグオーダー（衛藤議長）
- 名探偵コナン（2016年 - 2021年、原脇崇、柴田、南出公吉）

2017年
- 霊剣山 叡智への資格（妖邪）
- 亜人ちゃんは語りたい（教頭）

2018年
- 伊藤潤二『コレクション』（ヒロシの父、錦五郎）
- INGRESS THE ANIMATION（警部、ヒューロン特殊部隊）
- 中間管理録トネガワ（実況）

2019年
- おしりたんてい（時計店店主）
- かぐや様は告らせたい〜天才たちの恋愛頭脳戦〜（2019年 - 2022年、小田島三郎） - 2シリーズ
- コップクラフト（ネイサン・カーンズ）

2020年
- GO!GO!アトム
- かくしごと（蛭賀尾）

2021年
- ゲキドル（美濃雅弘）
- ドラえもん（テレビ朝日版第2期）（2021年 - 2024年、アナウンサー、作業員④、セールスマン）
- BORUTO-ボルト- NARUTO NEXT GENERATIONS（ヒョウコ）

2022年
- チェンソーマン（警官A）

2023年
- アンデッドガール・マーダーファルス（ハイネマン）

2024年
- 声優ラジオのウラオモテ（嘉島）

2025年
- 青の祓魔師 終夜篇（アザゼル）

### 劇場アニメ
- エクスドライバー the Movie（2000年）
- アテルイ（2002年、大和兵A）
- ルー=ガルー（2010年、養父）
- 図書館戦争 革命のつばさ（2012年、稲嶺和市）
- 映画 ドキドキ!プリキュア マナ結婚!!?未来につなぐ希望のドレス（2013年、映画館主）
- あした世界が終わるとしても（2019年、公卿）
- 劇場編集版 かくしごと -ひめごとはなんですか-（2021年）

### OVA
- HAPPY★LESSON（2001年、男生徒、ナンパ男）
- 高校鉄拳伝タフ（2002年、会社員）
- ふしぎ遊戯 永光伝（2002年、永安の父）
- ふたりのジョー（2003年、甲州の親父）
- Phantom -PHANTOM THE ANIMATION-（2004年）

### Webアニメ
- いくぜっ! 源さん（2008年、CIA〈A〉）
- クレヨンしんちゃん外伝 家族連れ狼（2017年、男C、船頭）
- ソードガイ The Animation（2018年、東堂）

### ゲーム
2000年
- ウォーロードバトルクライ（グッドウィンド）
- Deus Ex
- パンチマニア 北斗の拳（赤シャチ、ハン）

2001年
- エクソダスギルティ・ネオス（ディー、ブナン）
- シェンムーII

2002年
- ファーランドシンフォニー（アッパドゥーム）
- マジデスファイト!（システムボイス）

2004年
- クラッシュ・バンディクー 爆走!ニトロカート（ベロ皇帝27世、エヌ・トロピー）
- クラッシュ・バンディクー5 え〜っ クラッシュとコルテックスの野望?!?（エヌ・トロピー、アーネスト・エミュー、他）
- 天誅 紅

2005年
- ラジアータストーリーズ（ザイン）

2006年
- ヴァルキリープロファイル2 シルメリア（ガイン）

2007年
- ドラゴンクエストソード 仮面の女王と鏡の塔（ゴーレム）
- BLADESTORM 百年戦争（マルク）
- SIMPLE2000シリーズ Vol.114 THE 女岡っピチ捕物帳 ～お春ちゃんGOGOGO!～（プレジデント将軍、ナレーション）
- スターオーシャン1 First Departure

2008年
- アオイシロ（根方宗次）
- スターオーシャン2 Second Evolution（ラファエル）

2009年
- アンティフォナの聖歌姫 〜天使の楽譜 Op.A〜（バーリントン）
- キラ☆キラ 〜Rock'n'RollShow〜（八木原）
- スターオーシャン4 -THE LAST HOPE-（タミエル、アストラル国王、ハインツ）

2010年
- スターオーシャン4 -THE LAST HOPE- INTERNATIONAL（タミエル、アストラル国王、ハインツ）
- 東京鬼祓師 鴉乃杜學園奇譚（鳶尾）
- 忍者活劇 天誅 紅 Portable

2011年
- アサシン クリード リベレーション
- 俺の屍を越えてゆけ（神様 / 遺言）
- さかあがりハリケーン Portable（皆川吟次）

2012年
- デビルサマナー ソウルハッカーズ（父、アルファ、ベータ、VR銀行員）
- 特殊報道部（松久庄治）

2013年
- 真・女神転生IV
- デジモンアドベンチャー

2014年
- Kadenz fermata//Akkord：fortissimo（ファウスト＝ノルベルト）

2015年
- ゼルダの伝説 トライフォース3銃士（オールバック卿）
- The Order:1886

2016年
- 真・女神転生IV FINAL

2017年
- スターオーシャン4 -THE LAST HOPE- 4K & Full HD Remaster（タミエル、アストラル国王、ハインツ）

2019年
- スターオーシャン1 First Departure R

2023年
- STAR OCEAN THE SECOND STORY R（ラファエル）

2024年
- コール オブ デューティ ブラックオプス 6（グラドニー）

### ドラマCD
- お嫁においでよ!（デビット父、男子生徒1）
- 飴色パラドックス（編集長）
- 英国妖異譚 囚われの一角獣（サントス）
- 殻ノ少女 第二巻「ネアニスの卵」（佐伯時生）
- カフェラテ・ラプソディ（店長）
- ハード・デイズ・ナイツ（周武林）
- スターオーシャンセカンドストーリー vol.3 約束の小さな瞳（野党頭）
- 生徒会長に忠告 4（山城次兄）
- タロットメイデンきさら（重谷）
- 二重螺旋 攣哀感情（立花）
- 二重螺旋 深想心理（立花）
- 僕の知るあなたの話（本部長）
- 八犬伝―東方八犬異聞―（柾先生）
- 獏-BAKU-（ニコラの義父）
- 最遊記外伝（天帝配下、李塔天の部下）
- 無慈悲なカラダ（里仲）
- ワケアリ（下田冷凍長）
- ロッセリーニ家の息子 守護者（ルカの祖父）
- ロッセリーニ家の息子 捕獲者（和田凌一郎）

### オーディオブック
- 神去なあなあ日常（2019年、田辺巌）
- ひと（2020年、田野倉督次[13]）

### 吹き替え

#### 担当俳優
イ・ムンシク
- オー!ブラザーズ（チョン班長）
- 公共の敵（サンス）
- フライ・ダディ（チャン・ガピル）
- ライターをつけろ（チンパ）
- ロマンチック・アイランド（パク・チュンシク）

#### 映画
- アカデミー 栄光と悲劇（ザナック〈ウィリアム・アザートン〉）
- アクトレス
- 悪魔の呼ぶ海へ（エヴァン〈アンダース・W・ベアテルセン〉）
- アストロノーツ・ファーマー/庭から昇ったロケット雲（キルボーンFBI捜査官〈ジョン・グリース〉）
- アタック・ナンバーハーフ（メイ〈シッティポン・シッティジャムロゥンクン〉）
- アデル/ファラオと復活の秘薬（パトモシス）
- あなたにムチュー（アンドリュー〈グレゴリー・ポール・マーティン〉 他）
- アメリカを売った男
- 或る夜の出来事（オスカー・シェブリー〈ジェイムソン・トーマス〉）
- アンダーカヴァー（パベル）
- イップ・マン 誕生（ツォンソウ〈ユン・ピョウ〉）
- 犬いなる遺産（精肉商〈パトリック・フィリップス〉）
- インドだぜ!ジョニー・ブラボー（プロデューサー〈アジェイ・メータ〉）
- ウインドトーカーズ（マーテンス〈キャメロン・ソール〉）
- ウォーターワールド ※テレビ東京版
- ウルトラ I LOVE YOU!（アンガス・トラン〈ケン・チョン〉）
- 失われた週末（ドン・バーナム〈レイ・ミランド〉）
- エア・バディ2
- オーロラの彼方へ（作業員3）※ソフト版
- オースティンランド 恋するテーマパーク（アンドリュース大佐〈ジェームズ・キャリス〉）
- オデッセイ（ブレンダン・ハッチ〈ジョナサン・アリス〉）
- ガーディアンズ・オブ・ギャラクシー:リミックス（ソヴリン提督〈ベン・ブロウダー〉[14]）
- ガルフ・ウォー（ジェラン・ガリモア〈スティーヴン・ウェバー〉）
- ガーディアン 陰・獣・教・室（フォガッティ神父〈ジョセフ・タトナー〉）
- ガーフィールド2
- キューティ・ブロンド（デヴィット〈オズ・パーキンス〉）
- キング・コング（チョイ〈ロボ・チャン〉）
- クリスマス・キャロル（トッパー〈クリスピン・レッツ〉）
- グリーン・ランタン（マーティン・ジョーダン〈ジョン・テニー〉）
- グレッグのダメ日記（教頭先生〈ラウイ・ユー〉）
- 恋のスラムダンク
- 恋の方程式 あなたのハートにクリック2（テッド〈スティーヴン・シェンバウム〉）
- ザ・クリエイター/創造者（セクオン〈アマル・チャーダ＝パテル〉[15]）
- THE THING 未確認生命体U.M.A.（ボブ〈ロビー・リスト〉）
- ザ・サイト（ノリントン〈オリバー・ダーリー〉、警備員、牧師、黒服）
- ザ・チャイルド（オープニングナレーション）※追加録音分吹き替え
- サバイバル・オブ・ザ・デッド（サージ〈アラン・ヴァン・スプラング〉）
- サラマンダー
- シアトル猟奇殺人捜査（兵士 他）
- 七人のマッハ!!!!!!!（ローファイ〈サンスティク・プロムシリ〉）
- シャンプー台のむこうに（ロバート〈マイケル・マケルハットン〉）
- 17歳のカルテ（トニー〈ミーシャ・コリンズ〉）
- ジョンQ -最後の決断-（マグワイア〈ケビン・コノリー〉）
- 真・三国志 天地戦乱（劉備玄徳〈梁斌〉）※ビデオ版
- 新・三バカ大将 ザ・ムービー（テディ〈カービー・ヘイボーン〉）
- スズメバチ
- スノーホワイト/白雪姫 ※NHK版
- スパイダーマン3
- 水滸伝 決戦!白龍城（宋江〈馬冠美〉）
- セッションズ（クラーク〈ミン・ロー〉）
- ダーク・シークレット（プルシス）
- ダーク・シークレット2（マチュー〈ニコラ・ブリアンソン〉）
- ダイアリー・オブ・ザ・デッド（大佐）
- DAGON ダゴン（神父〈フェラン・ラホス〉）
- 堕天使のパスポート
- ダニーと秘密の魔法使い（エド〈アラン・フラワー〉）
- 007 ダイ・アナザー・デイ（タン・サン・ムーン大佐〈ウィル・ユン・リー〉）※DVD版
- ダンス・レボリューション
- チアリーダー忍者
- CHOKE チョーク（警官1）
- チョコレート
- チルファクター
- 沈黙のテロリスト
- 沈黙の標的
- 沈黙の追撃（ヒラン〈ニコライ・ソティロフ〉）
- ドッグ・ソルジャー（テリー〈レスリー・シンプソン〉）
- トリプルX ネクスト・レベル
- トロイの秘宝を追え!（ノイマン〈ユストゥス・フォン・ドホナーニ〉）
- ナイト ミュージアムシリーズ（マクフィー博士〈リッキー・ジャーヴェイス〉）
  - ナイト ミュージアム
  - ナイト ミュージアム2
  - ナイト ミュージアム/エジプト王の秘密
- ナショナル・セキュリティ（警備員〈ジェフリー・ロス〉）
- 26世紀青年（ドクター・レクサス（ジャスティン・ロング））
- 裸のマハ（グロニャール〈オリヴィエ・アシャール〉）
- バルト大攻防戦（マルティンソン〈カロル・クンセル〉）
- ハンコック（マイク〈トーマス・レノン〉）
- ヒットエンドラン（ランディ〈トム・アーノルド〉）
- ファイナル・ウォー（バーデン〈スティーブン・ラムジー〉）
- ファントムフォース
- ファイナル・デッド（ノア〈ヒル・ハーパー〉）
- ブラザーズ・グリム
- Black & White/ブラック & ホワイト（ボイルズ〈ケヴィン・オグレイディ〉）
- ブラックホーク・ダウン（ドミニク・ピラ軍曹〈ダニー・ホック〉）
- プリズン211（アルマンド）
- ブロードウェイ・メロディー（エディ・カーンズ〈チャールズ・キング〉）
- ブロセリアンドの魔物
- プロフェシー
- ベイサイド・ウェポン（ミルズ〈アーニー・ハドソン〉）
- ベッカムに恋して（ティーツ〈カルヴィンダー・ギー〉）
- ホワイト・オランダー（ビル〈スコット・アラン・キャンベル〉）
- ホワイトハウス・ダウン（ロジャー・スキナー〈アンドリュー・シムズ〉[16]）
- マーサの幸せレシピ
- マイレージ、マイライフ（ジム〈ダニー・マクブライド〉）
- マネー・トレイン ※テレビ朝日版
- マルホランド・ドライブ（ジーン〈ビリー・レイ・サイラス〉）
- マレーナ
- 魔女っこツインズ（カーシュ〈パット・ケリー〉）
- メン・イン・ブラック2（ニューヨークの男性）※劇場公開版
- モンスーン・ウェディング
- ヤァヤァ・シスターズの聖なる秘密
- U-571（ハーブ・グリッグス操舵手〈ダーク・チートウッド〉）
- ラストキングダム 10番目の王国（トニー〈パパ〉〈ジョン・ラロケット〉）
- リーマン・ジョー!（リック・ラグロウ〈ケン・マリーノ〉）
- リターン・トゥ・ベース（ミン曹長〈オ・ダルス〉）
- リンカーン/秘密の書[17]
- レジェンド・オブ・アロー（ウィル〈クリスピン・レッツ〉） ※ソフト版

#### ドラマ
- iCarly
- アナザー・ライフ〜天国からの3日間〜 シーズン1 #7
- アンフォゲッタブル 完全記憶捜査
- ER緊急救命室シリーズ
  - シーズン7 #138（警備員〈ニーノ・アハリ〉）、#153（モンロー〈トム・キーシェ〉）
  - シーズン8 #160（オグロート〈ジュリアン・ストーン〉）、#164（ホッパー〈ブレント・ヒンクリー〉）、#167（ゲリー〈ロブ・エヴォース〉）、#171（ティム〈マーク・チャエット〉）
  - シーズン15 #323（ジェフリーズ〈レナード・ロバーツ〉）
- インテリジェンス（トルビン・サルヴィ）
- 華麗なるペテン師たち シーズン4 #6（カジノガード、TVの声）
- キャッスル 〜ミステリー作家は事件がお好き シーズン2
- 原潜ヴィジル 水面下の陰謀（マーク・プレンティス少佐〈アダム・ジェイムズ〉）[18]
- ゴースト 〜天国からのささやき（チャーリー）
- コールドケース3
- コールドケース シーズン7 ザ・ファイナル（リン・ルー〈過去〉）
- ザ・シールド ルール無用の警察バッジ（シェーン・ベンドレル〈ウォルトン・ゴギンズ〉）
- ザッツ・ライフ〜リディアの人生ゲーム シーズン1
- ザ・ホワイトハウス シーズン2 #41
- CIA:ザ・エージェンシー（カール・リース〈ロッキー・キャロル〉）
- CSI:マイアミシリーズ
  - シーズン1 #14（ディーン・ジョンソン〈ケイシー・ビッグス〉）
  - シーズン5（ラリー・フリモント弁護士〈ラファエル・スバージ〉）
- CSI:科学捜査班シリーズ
  - シーズン1 #8（バングラー〈トム・マックレイスター〉）
  - シーズン2 #45
  - シーズン4 #81（ヴィンセント・ルーリー医師〈カイル・セコー〉）
  - シーズン5 #10（アーサー・チャン警部補〈ラッセル・ウォン〉、フランクス医師〈マイケル・ブライアン・フレンチ〉）
  - シーズン5 #18（ブロムリー〈ジャスティン・カーク〉、タラの主治医〈マイケル・ブライアン・フレンチ〉）
  - シーズン10 #7
  - シーズン12 #11
- CSI:ニューヨーク（ルイス）
- CSI:ニューヨーク4（ニック・コンウェイ、ジェームズ・ペティ）
- セサミストリート（アラン）※DVD版
- 新Dr.マーク・スローン（ジャック・スチュワート医師〈スコット・バイオ〉）
- スターゲイト SG-1（コイル・ボロン〈ピーター・ケラミス〉）
- 続ハリーズ・ロー 裏通り法律事務所（ビーコン）
- SUITS/スーツ（バート・キンブル）
- 聖石傳説 英雄伝（一頁書、傲神州）
- ダナ&ルー リッテンハウス女性クリニック（ERドクター〈アンソニー・アジジ〉 他）※毎回異なる役でレギュラー出演
- トゥルー・コーリング（ルーク・ジョンストン〈マット・ボマー〉）
- Dr.HOUSE5
- ディフェンダーズ 闘う弁護士
- ニュースルーム
- ハンク ‐ちょっと特別なボクの日常‐（ラブ校長〈ニック・モハメッド〉[19]）
- ブラインドスポット2 タトゥーの女
- FOREVER Dr.モーガンのNY事件簿
- BONES5（ハワード・ファイルマン）
- マスター・オブ・ゼロ（デフ〈アジズ・アンサリ〉）
- マンハッタンに恋をして〜キャリーの日記〜（ハーラン・シルバー〈スコット・コーエン〉）
- ミュータントX（ビショップ、カール・エームズ〈テッド・ウィットール〉 他）
- ミディアム 霊能者アリソン・デュボア シーズン1〜6（サンティアゴ神父、ミスター・ティーファーズ〈イアン・リード・ケスラー〉 他）※毎回異なる役でレギュラー出演
- 名探偵モンクシリーズ
  - シーズン3 #36
  - シーズン4 #9（トラック運転手）
- 流星剣侠伝 大人物（楊国正、王大娘）

#### アニメ
- アドベンチャー・タイム（ザギオック）
- おさるのジョージ (ダルソン)
- ウィッシュンプーフ（パパ）
- X-メン（トゥーン・ディズニー版）（ビースト/ハンク・マッコイ、ビショップ、セイバートゥース、他）
- X-メン:エボリューション（ビースト、マグニートー、ジャガーノート）
- ガジェット警部 最後の事件（Gモービル）
- 時光代理人 -LINK CLICK-（配達員）
- 笑撃のナムチャックス!（フーブス）
- スター・ウォーズ:ヤング・ジェダイ・アドベンチャー（ラクスロー）
- スーパーヒーロー・パンツマン
- スーパーマン（ボーマン刑事〈2代目〉）
- スパイダーマン（ジム・ルパート・ローズ/ウォーマシン、モルド男爵）
- スパイダーマン・アンリミテッド（サー・ラム）
- パワーパフガールズ（館長、アメーバ、スネーク、ジェローム、スキニー、他）
- ビリー&マンディ（苦痛の王）
- ドーラといっしょに大冒険（マップ君）
- とび★うおーず（バスを待つ魚）
- MR.MENショー（くよくよくん、気難し屋くん、知りたがりくん）
- レギュラーSHOW〜コリない2人〜（キャンディ）
- LEGO スター・ウォーズ エンパイア・ストライクス・アウト（オゼル提督、ピエット提督）
- ロングのゆかいなレストラン（ストロング[20]）

### ボイスオーバー
- エンジョイライフ（NHK-BS1）
- ショップジャパン スピードスライサー スバヤイサー（シェフ・トニー）
- 世紀の戦車対決（ディスカバリーチャンネル）
- 地球ドラマチック（NHK総合）
  - 「続・極限への旅 しゃく熱の砂漠をゆく」（2004年）
  - 「バングラデシュ”船の病院”がやってくる!」（2015年）
  - 「洞窟に眠る新種の人類」（2016年）
  - 「あなたの知らないローマ～探検!古代都市の地下迷宮～」（2017年）
  - 「ビッグベン 世紀の大修復プロジェクト」（2018年）
  - 「あなたの知らないパリ～潜入!驚異の地下迷宮～」（2018年）
- ティム・ガンのファッションチェック 第7回「ジーナの場合」（NHK総合）
- バー教授の最も危険な調査隊（ブレディ・バー教授）
- BS世界のドキュメンタリー（NHK-BS1）
  - 20世紀 “核”の内幕シリーズ 第4回「イスラエルからの告発 〜地下核施設を暴露した男〜」（2008年）
  - 「“ドルの時代”の黄昏 〜金融危機の波紋〜」（2009年、アンドレ・ドラットル 他）
  - 「キング・コーン〜とうもろこしの国を行く〜」（2009年、スティーブン・マッコ）
  - 「みんなのための資本論」（2016年）
  - 「チェルノブイリ 〜消せない“負の遺産”〜」（2016年）
  - ヒトラーの残像シリーズ「ヒトラー暗殺計画」（2016年、ヘニング・フォン・トレスコウ）
- モーガン・フリーマン 時空を超えて（NHK Eテレ）

### ナレーション
- 学研国語の森（学研出版）
- 食べつくせ!アメリカ（ヒストリーチャンネル）
- BS世界のドキュメンタリー（NHK-BS1）
  - 「なぜ市民を巻き添えにしたのか 〜米軍ハディーサの戦い〜」（2009年）
- マクロス VF-X2 完全攻略ガイド編 TVCM

### 舞台
- 朗読劇「今日、ここのへに咲く。」（2013年 - 2019年）

### その他コンテンツ
- タイピング覇王 北斗の拳 激打2（トキ、ガルフ他）
- 「仁義なき婿取り」ボイスコミック（2023年、月城組総帥[21]）

### シリーズ一覧
1. ↑  第2期『おジャ魔女どれみ♯』（2000年）、第3期『も〜っと!おジャ魔女どれみ』（2001年）、第4期『おジャ魔女どれみドッカ〜ン！』（2002年）
2. ↑  第1シリーズ（2012年 - 2013年）、第2シリーズ（2013年 - 2014年）
3. ↑  第1期（2019年）、第3期『かぐや様は告らせたい-ウルトラロマンティック-』（2022年）